# 보이 (2010년 영화)
보이(Boy)는 뉴질랜드에서 제작된 타이카 코엔 감독의 2010년 코미디, 드라마 영화이다. 테 아호 아호 에케톤-휘투 등이 주연으로 출연하였고 클리프 커티스 등이 제작에 참여하였다.

## 출연

### 주연
- 테 아호 아호 에케톤-휘투
- 에이 쿠라 앨버트

### 조연
- 마카리이니 버틀러
- 마나이아 캘러헌
- 타이누이 캘러헌
- 타이카 와이티티
- 느가파키 이머리
- 라이빈더 에리아
- 다시 레이 플러벨-허드슨
- 크레이그 홀
- 파나 헤마 테일러
- 웨이란지 헤르위니
- 코엔 홀로웨이
- 웨이미히 호테레
- 레이첼 하우스
- 쉐릴리 마틴
- 메이비스 파엔가
- 느가루-토아 푸루
- 란기티오레레 라키
- 마니헤라 란기우아이아
- 투호로 라니헤라 크리스티
- 하즈 레웨티
- 제임스 롤스턴
- 헤케-투로아 파나체 로피티니
- 웨이호로이 쇼트랜드
- 호아니후히 타코토히위
- 몬타나 테 카니-윌리엄스
- 모에란기 티호레
- 릭키리 웨이푸카-러셀
- 테 우리코어 웨이티티-레이크
- 루아타레후 웨이티티

## 제작진
- Line PD: 조지나 앨리슨
- 공동제작: 미라타 미타
- 미술: 쉐인 래드포드
- 의상: 아만다 닐
- 배역: 티나 클리어리